# 陳天定
陳天定（？—17世紀），字祝皇，福建漳州府龍溪縣人，明朝、南明政治人物。

## 生平
陳天定在天啟四年（1624年）考中舉人，次年（1625年）的會試中式，但因為魏忠賢勢力熾盛，他沒有參加對策就歸鄉。當時海盜肆虐，他和施邦曜商議捍禦策略，在城內訓練鄉兵，建築土堡、鎮門在岸邊；賊人夜間在渡頭泊船，二人帶著鄉兵擊敗對方，自此海盜不敢再侵犯。崇禎四年（1631年）陳天定補試成為進士，礼部观政，五年獲授行人，十二年（1639年）轉任吏部验封司司主事，历任文選主事，杜絕腐敗的慣例，被時人稱為「開門吏部」。黃道周遭貶謫到江西，解學龍推薦他，令崇禎帝憤怒；下旨要求刑部追究同黨而牽連他，很快恢復官職。弘光年間，他轉為考功員外郎，和林明興主持廣西的鄉試；隆武帝繼位，命他負責冊封靖江王朱亨歅，入朝擔任太常少卿，陞太僕卿。福京失陷後與門人方進出家為僧，法號圓慧，很快去世。

## 引用
1. ↑  《崇祯四年辛未科三百五十名进士履历》：陈天定，祝皇，乙丑，诗三房，己亥十月十五日生。龍溪人，甲子七十五，会二百十名，三甲二百四十三名。礼部政，壬申授行人，己卯轉吏部验封司主事。曾祖钦仁。祖大宽。父俊遠。
2. 1 2  錢海岳《南明史·卷四十四·列傳第二十》：陳天定，字祝皇，龍溪人。天啟五年會試中式。時魏忠賢方熾，不對策歸。海寇不靖，將窺郡城，與施邦曜商捍禦策，繕鄉兵，築土堡、鎮門二岸。賊夜以舟泊浦頭，破之，自是不敢內犯。
3. ↑  潘鳳娟《西來孔子艾儒略》：陳天定……天啟甲子（1624）舉人。
4. ↑  錢海岳《南明史·卷四十四·列傳第二十》：崇禎四年，始補試成進士。授行人，遷文選主事，屏絕嘗例，時稱開門吏部。黃道周謫江西，解學龍薦之。上怒。逮下刑部究黨與，詞連天定，尋復官。弘光時，轉考功員外郎，與林明興同主廣西鄉試。紹宗即位，命冊封靖江王亨歅。入為太嘗少卿，陞太僕卿。福京亡，偕門人方進為僧，名圓慧。久之卒。